# Nicrophorus obscurus
Nicrophorus obscurus – gatunek chrząszcza z rodziny omarlicowatych.
Chrząszcz o ciele długości od 13,1 do 24 mm. Pierwszy człon buławki czułków ma czarny, kolejne natomiast pomarańczowe, a przedostatni wykrojony na zewnętrznej krawędzi głębiej i gwałtowniej niż u N. guttula. Przedplecze ma trapezowate, z wklęśnięciem poprzecznym na przedzie, o wąsko rozszerzonych brzegach bocznych i szerokim brzegu podstawowym. Na każdej pokrywie występują zwykle dwie poprzeczne plamy barwy pomarańczowej, a przednia czarna przepaska nie przechodzi na ich epipleury. Powierzchnię pokryw porastają czarne szczecinki. Przód przednich bioder porastają szczecinki nie krótsze niż na barkach. Zapiersie i metepimeron gęsto porastają żółte włoski.
Owad padlinożerny, ale imagines spotykane też są na ludzkich odchodach. Zasiedla prerie.
Gatunek nearktyczny. Rozprzestrzeniony od południowej Kanady i Saskatchewan przez północno-środkowe Stany Zjednoczone po Nebraskę i północ Kolorado.